# Carl Leslie Withner
Carl Leslie Withner (* 3. März 1918 in Indianapolis, Indiana; † 8. Februar 2012 in Bellingham, Washington) war ein US-amerikanischer Botaniker und Orchideenforscher. Sein offizielles botanisches Autorenkürzel lautet „Withner“.

## Leben
Withner studierte an der University of Illinois at Urbana-Champaign. Seinen Mastertitel in Botanik erhielt er von der Yale University, wo er auch promovierte. Er lehrte danach am Brooklyn College. 27 Jahre lang war er Kurator am botanischen Garten in Brooklyn (1948–75). Danach war er Kurator am botanischen Garten von New York (1975–79). Nach seinem Emeritat zog Withner nach Bellingham.

## Orchideen
Withners Interesse an der Pflanzenwelt begann schon zu seiner Schulzeit. Sein Interesse an Orchideen wurde während des Studiums durch Harry J. Fuller geweckt. Ab 1961 führten ihn viele Reisen in die Tropen, wo er viele Orchideen untersuchte und beschrieb. 35 Orchideenhybride sind durch ihn gekreuzt und registriert. 11 Orchideenarten sind von ihm beschrieben.
Bekannt ist Withner durch seine Untersuchungen zur Anzucht der Vanille aus Samen. Sein Buch The Orchids, a Scientific Survey (1959) gilt bis heute als Standardwerk in der wissenschaftlichen Orchideenforschung.

## Werke
- C. L. Withner (1959). The Orchids, a Scientific Survey. Krieger Publishing Company, New York. ISBN 0894642626.
- C. L. Withner (1974). The Orchids, Scientific Studies. John Wiley, New York. ISBN 0898748097.
- C. L. Withner. The Cattleyas and Their Relatives (6 Bände).